# Torcy-le-Petit
Torcy-le-Petit é uma comuna francesa na região administrativa da Normandia, no departamento de Sena Marítimo. Estende-se por uma área de 3,66 km². Em 2010 a comuna tinha 496 habitantes (densidade: 135,5 hab./km²).